# Philippe Geluck

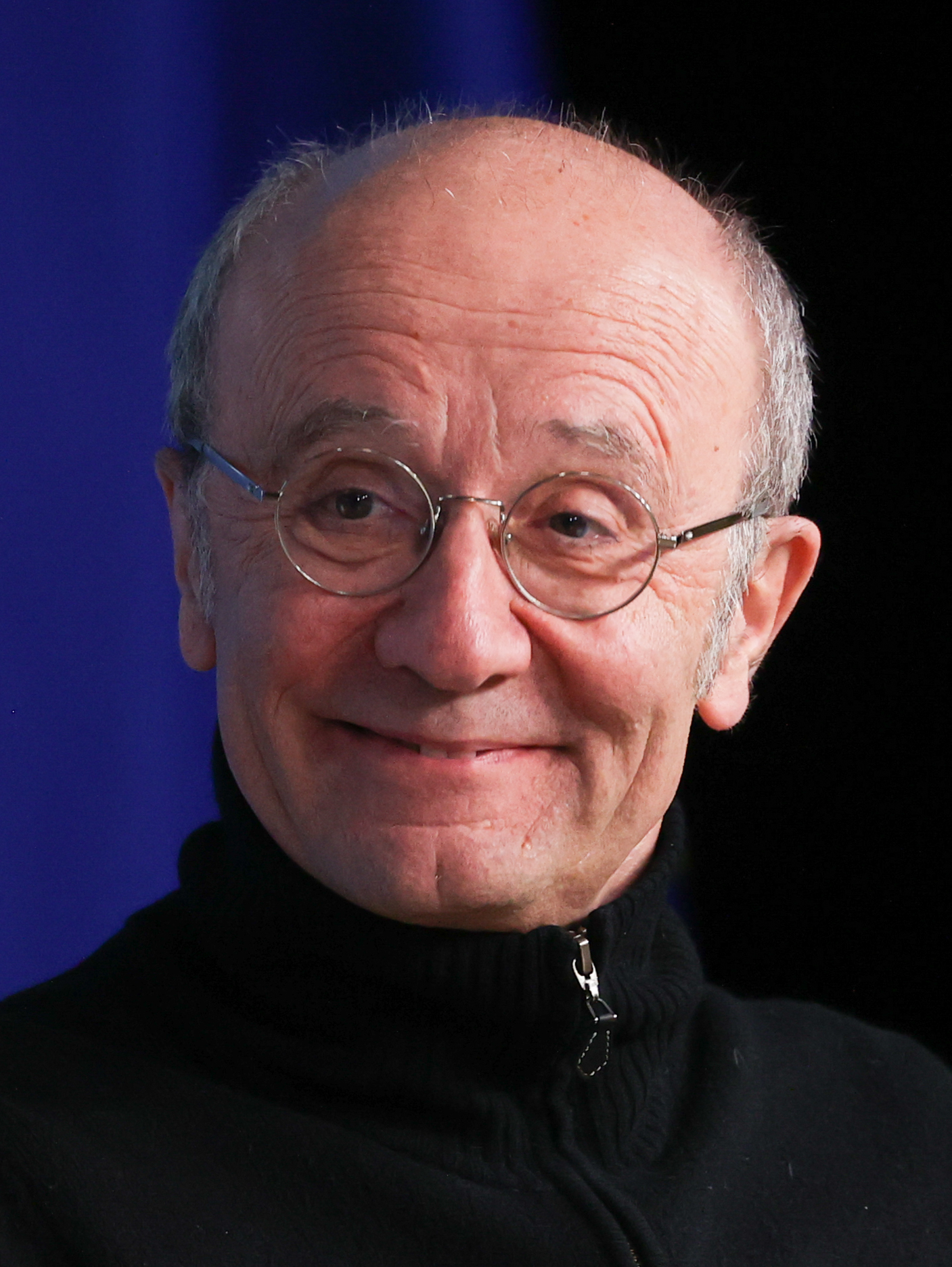
Geluck in 2010

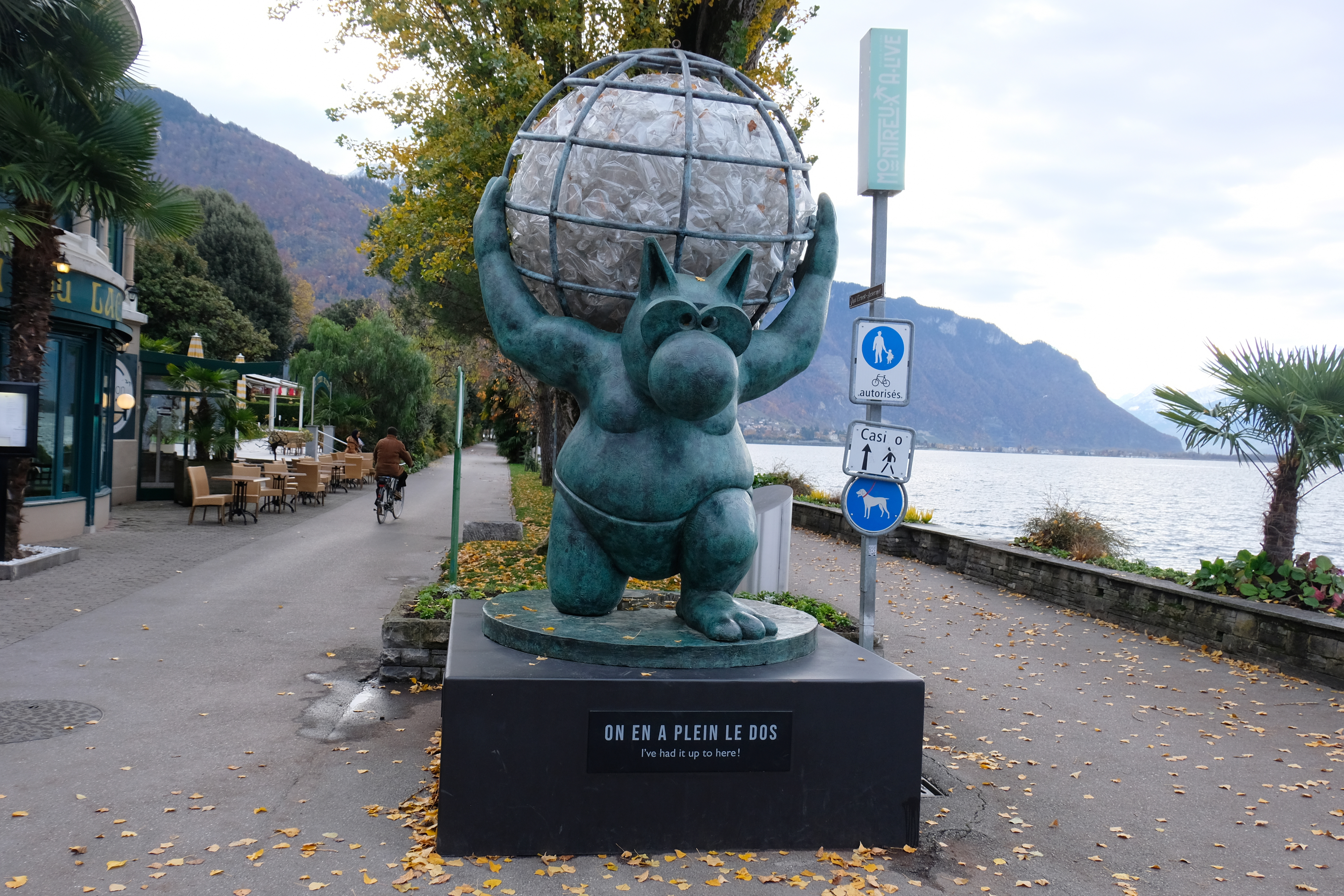
Bronzen standbeeld met "Le chat" in Montreux

Philippe Geluck (Brussel, 7 mei 1954) is een Belgisch komiek, acteur, striptekenaar en cartoonist, vooral bekend van de stripreeks De Kat, die hij sinds 1983 tekent.

## Carrière
Hij is de zoon van Didier Geluck, die tussen 1946 en 1953 cartoonist was in de linkse pers, en de jongere broer van Jean-Christophe Geluck, een tekenaar en graficus. Hij volgde een acteeropleiding aan het INSAS (Institut National Supérieur des Arts du Spectacle). 

### De Kat
In 1983 werd hij huiscartoonist van de Belgische Franstalige krant Le Soir, waar hij de stripserie "Le Chat" ("De Kat") tekent. Deze figuur werd als snel de mascotte van de krant. In Franstalig België is deze serie enorm populair en een van de bestverkochte Belgische stripreeksen. Vanaf 1995 verscheen de strip ook in de Franse pers (Info Matin). In 2008 verkocht "Le Chat" in Frankrijk alleen al 320.000 exemplaren.

### Toneel en televisie
Na zijn toneelopleiding richtte Geluck met vrienden een eigen gezelschap op, Le théâtre hypocrite. In 1977 maakte hij zijn televisiedebuut als clown in het programma 1,2,3...J'ai vu! en in 1978 presenteerde hij het programma Lollipop. In 1985 acteerde hij in Benvennutta van André Delvaux. Hij trad ook op op de radio als Le docteur G of in Jeu des dictionnaires. Geluck verscheen ook geregeld in de Franse talkshows Vivement dimanche prochain en On a tout essayé ("We hebben alles geprobeerd") op France 2.

### Bekroning
In 2005 eindigde hij zelfs op nummer 22 in de Franstalige versie van De Grootste Belg. In 2009 werd hij met de Kroonorde geëerd door koning Albert II.